# Rioseco (Espinosa de los Monteros)
Rioseco es una entidad de población española del municipio de Espinosa de los Monteros, perteneciente a la provincia de Burgos, en la comunidad autónoma de Castilla y León.

## Historia
Hacia mediados del siglo XIX, el lugar, ya por entonces perteneciente a Espinosa de los Monteros, tenía contabilizada una población de 45 habitantes. Aparece descrito en el decimotercer volumen del Diccionario geográfico-estadístico-histórico de España y sus posesiones de Ultramar de Pascual Madoz con las siguientes palabras:

RIOSECO: barrio en la prov. de Búrgos, part. jud. de Villarcayo: corresponde á Espinosa de los Monteros. pobl. 12 vec., 45 almas.
(Madoz, 1849, p. 493)

En 2024, la entidad singular de población tenía empadronados sesenta habitantes.